# 克莱维利耶
克莱维利耶（法語：Clévilliers，法語發音：[klevilje]）是法国厄尔-卢瓦省的一个市镇，属于沙特尔区。

## 地理
克莱维利耶（48°32'36"N, 1°23'8"E）面积15.78 平方千米，位于法国中央-卢瓦尔河谷大区厄尔-卢瓦省，该省份为法国北部内陆省份，北起顺时针与厄尔省、伊夫林省、埃松省、卢瓦雷省、卢瓦-谢尔省、萨尔特省和奧恩省接壤。
与克莱维利耶接壤的市镇（或旧市镇、城区）包括：特朗布莱莱维拉日、米坦维利耶-韦里尼。

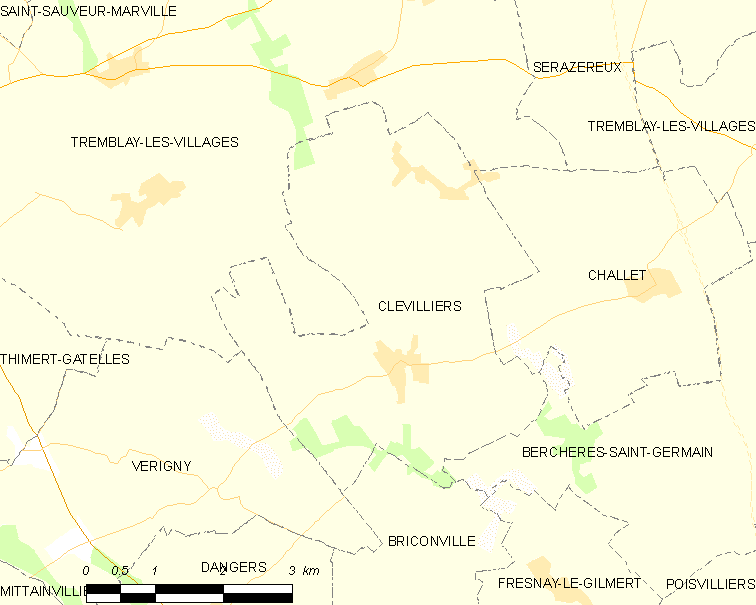
克莱维利耶的OSM定位图

克莱维利耶的时区为UTC+01:00、UTC+02:00（夏令时）。

## 行政
克莱维利耶的邮政编码为28300，INSEE市镇编码为28102。

## 政治
克莱维利耶所属的省级选区为沙特尔第一县。

## 人口

1962-2008年间克莱维利耶人口变化图示

克莱维利耶于2022年1月1日时的人口数量为753人。